# The Neighbourhood
 (août 2019).
Si vous disposez d'ouvrages ou d'articles de référence ou si vous connaissez des sites web de qualité traitant du thème abordé ici, merci de compléter l'article en donnant les références utiles à sa vérifiabilité et en les liant à la section « Notes et références ».
The Neighbourhood (ou The NBHD) est un groupe de musique alternative américain, formé en 2011, à Thousand Oaks, en Californie.
Ce groupe, signé chez Columbia Records, est notamment connu pour son single Sweater Weather qui a atteint la 14e place du classement Billboard. Le premier album du groupe, I Love You., est sorti le 23 avril 2013.

## Historique
Les membres du groupe ont choisi l'orthographe britannique du mot « neigh bourhood » sur le conseil de leur responsable, afin de se distinguer d'un groupe utilisant déjà l'orthographe américaine. Bryan Sammis rencontre Jesse James Rutherford, en 2009 et ils décident de former un groupe après que leurs groupes respectifs soient dissous. Plus tard, Jeremy Freedman, Zach Abels et Michael Margott se greffent au groupe pour former The Neighbourhood. Le groupe signe chez Columbia Records, une succursale de Sony Music Entertainment.
The Neighbourhood sort Female Robbery, son premier single, le 7 août 2012. Ensuite, il sort un EP, Thank You. Le 5 mars 2013, The Neighbourhood sort son premier grand succès, Sweater Weather, qui se place 14e au US Billboard Hot 100. En 2019, le vidéo-clip de la chanson compte plus de 300 millions de vues.
Le 22 avril 2013 sort leur album I Love You., qui rend le groupe plus connu et, le 8 mai 2013, leur troisième EP, I'm Sorry..., est disponible sur iTunes. The Love Collection sort le 10 décembre 2013.
De 2013 à 2014, le groupe tourne dans toute l'Europe pour promouvoir son disque. Il se rend notamment en Autriche, Allemagne, Belgique et Russie. En 2014, le groupe est appelé pour enregistrer une chanson pour la bande originale de The Amazing Spider-Man 2.
Le 16 janvier 2014, le groupe annonce via les réseaux sociaux que Bryan Sammis quitte le groupe pour poursuivre une carrière en solo. Brandon Fried le remplace. Le 28 novembre 2014, les interprètes de Sweater Weather sortent leur première mixtape #000000 & #FFFFFF. Celle-ci a un but expérimental puisque de nombreux rappeurs y figurent (dont le célèbre YG). La mixtape est également disponible en téléchargement gratuit et légal.
Le 30 octobre 2015, The Neighbourhood sort son second album Wiped Out!.
Le 21 septembre 2017, le groupe sort leur EP Hard.
Le 12 janvier 2018, le groupe sort leur EP  To Imagine.
Le 9 mars 2018, le groupe sors leur Album  HARD To Imagine/ The Neighbourhood.
Le 24 septembre 2018, le groupe sort leur EP  Ever Changing.

## Membres
- Jesse James Rutherford : chant
- Jeremy Freedman : guitare
- Zach Abels : guitare
- Michael Margott : basse
- Bryan Sammis (2011-2014), Brandon Alexander Fried (depuis 2014) : batterie

## Représentations en France
The Neighbourhood donne un concert le 28 avril 2014 à La Flèche D'Or ainsi que le 22 octobre au Bataclan, à Paris. Une collecte de lettres fut organisée et donnée au groupe par l'administrateur de la source française. Le chanteur du groupe a posté sur Twitter une photographie de ces lettres en disant qu'il était heureux.
Le groupe est revenu en France le 12 novembre 2015 à La Flèche D'Or, à Paris. De retour encore une fois pour satisfaire leurs fans, ils font une représentation le 16 mars 2016 à La Cigale, à Paris pour présenter leur nouvel album. MothXr en a fait la première partie.

## Discographie

### Clips
Le groupe sort plusieurs clips vidéos, notamment Female Robbery, Let It Go et A Little Death en 2012.
En 2013 fut réalisé Sweater Weather et Afraid. En 2015 sortent les clips de #Icanteven et Warm. Celui de R.I.P 2 my youth est disponible le 16 septembre 2015.
Le 5 mai 2016 sort le clip de Daddy Issues issu de leur dernier album Wiped Out! et, en moins de 72 heures, le clip atteint 380 000 visionnages sur YouTube.
Le 9 mars 2018 sort le clip de Scary Love réalisé par Tommy Wiseau.
Le 24 septembre sort le clip  Livin' In a Dream  en collaboration avec Nipsey Hussle. Le titre est issu de leur dernier EP, Ever Changing.